# Егорцев, Александр Юрьевич
Алекса́ндр Ю́рьевич Его́рцев (род. 9 апреля 1974 года, Москва, СССР) — российский журналист. Специальный корреспондент первого общественного федерального православного телеканала «Спас» (с 2018). Главный редактор портала благотворительного фонда содействия культуре, искусству, духовному развитию личности «Православные инициативы» (с 2016). Лауреат премии Правительства Российской Федерации в области средств массовой информации (2021). Один из авторов «Православной энциклопедии».
В разное время специализировался на журналистских расследованиях, связанных с деятельностью деструктивных и тоталитарных сект, наркобизнесом, коррупцией, криминальным миром (в частности, этническая преступность) и горячими точками в современной России; кроме того, готовит репортажи, посвящённые истории православных храмов и монастырей, краеведению, путешествиям и экстремальному туризму, а также разрабатывает телевизионные путеводители.

## Биография
Родился 9 апреля 1974 года в Москве. Мать — Татьяна Егорцева, судоводитель, штурман на морских кораблях дальнего плавания и, затем, старший помощник капитана на речных сухогрузах типа «Волго-Балт».
В 1991 году окончил среднюю общеобразовательную школу № 757 Москвы.
В 1996 году окончил очное отделение филологического факультета МГУ имени М. В. Ломоносова по специальности «русский язык и литература». В 1999 году окончил аспирантуру кафедры философии религии и религиоведения философского факультета МГУ имени М. В. Ломоносова.
Во время учёбы в аспирантуре работал над кандидатской диссертацией по теме современного сектантства, проблемой которого увлёкся, когда в 1994—1995 годах, ещё будучи студентом, был приглашён родителями из «Комитета по спасению молодёжи от сект» на судебный процесс против «Аум синрикё». По его словам, впервые оказавшись в суде, он был ошеломлён тем, что с одной стороны находились «холёные защитники японской (как позже выяснилось, террористической) секты, иностранцы и наши российские элитные адвокаты», а с другой — «родители, бабушки, дедушки, чьи дети и внуки попали в секту». При этом «кто-то ушёл из семьи, бросил учёбу, нарушилась психика, и помощи ждать было неоткуда», а посреди этих сторон конфликта находились «органы прокуратуры и милиции, которые в 1990-е до конца не понимали, с чем имеют дело».
С января 1995 по январь 2001 года — руководитель информационного центра «Сектор» при МГУ имени М. В. Ломоносова по противодействию религиозному экстремизму, в рамках которого занимался «защитой окружающей среды от влияния иностранных религиозных сект и доморощенных экстремистских религиозных организаций» и выступил в качестве автора и режиссёра вышедшего в 2004 году четырёхсерийного документального фильма-расследования «Религиозные секты: свобода от совести» о деятельности в современной России деструктивных и тоталитарных сект, который был «призван стать учебным пособием для сотрудников правоохранительных органов».
Служил алтарником в домовом храме мученицы Татианы при МГУ имени М. В. Ломоносова, где познакомился с будущим архимандритом Симеоном (Томачинским), также служившим алтарником. Совместно с ним в период открытия этого храма в январе 1995 года создал первую в современной России миссионерскую студенческую православную газету «Татьянин день». До апреля 2000 года являлся заместителем её главного редактора.
С января 1997 по апрель 2000 года — преподаватель в Классической гимназии при Греко-латинском кабинете Ю. А. Шичалина.
В августе-ноябре 1998 года — корреспондент программы «Новости столицы» телеканала «Столица». Егорцев вспоминал, что, работая на этом канале, подготовил репортаж о деятельности членов Международного общества сознания Кришны в стенах МГУ имени М. В. Ломоносова «под видом бесплатной вегетарианской столовой», в котором выяснил, что «уже есть завербованные студенты, которые бросили учёбу». И после того, как все отснятые материалы попали на стол к ректору Виктору Садовничему, разразился скандал, и «секту выгнали из университета». При этом, по словам журналиста, один из кришнаитских лидеров высказывал ему прямые угрозы, а рядом сидел телеоператор, который случайно «„забыл“ выключить кнопку REC». Несмотря на то, что ему «тогда страшно стало впервые в жизни», поскольку поступавшие угрозы были слишком однозначные («Если журналист по-хорошему не понимает, будем решать по-другому»), и он ещё подумал, зачем полез в эту тему, в конечном итоге репортаж был сделан, и в него были вставлены ещё и съёмки этих угроз. Однако, следом «случилась истерика у телеведущей», которая отказалась давать в эфир сюжет, в котором звучит угроза физической расправой, после чего знакомые журналисты посоветовали Егорцеву перейти на работу в соседнее здание телецентра «Останкино» — в телерадиокомпанию «Московия», где существовала православная передача «Русский дом».
В 1998—2012 годах — специальный корреспондент «Третьего канала» (ТРВК «Московия»). С декабря 1998 по февраль 2004 года — специальный корреспондент программы «Русский дом», с февраля 2004 по декабрь 2006 года — корреспондент сменившей «Русский дом» программы «Русский взгляд», с февраля 2007 по декабрь 2012 года работал корреспондентом в еженедельном субботнем тележурнале «Главная тема».
За время работы в телерадиокомпании по заданию редакции подготовил репортаж о захвате Свято-Троицкого Китаевского монастыря в Киеве группой, именовавшей себя «Орден тамплиеров», в ходе которого выяснил, что у неё имелись «связи и с Министерством обороны Украины, и с Госдепартаментом США», и что «монастырь наполовину принадлежал Украинской Православной Церкви, а наполовину — Институту пчеловодства Украины, который и пустил оккультистов». Егорцев вспоминает, что несмотря на то, что репортаж был выпущен на российском телевидении, его посмотрели и киевляне, и через определённое время после появления сюжета многочисленные православные жители города с пением «Христос Воскресе!» взяли здание штурмом и выгнали тамплиеров из монастыря.
К теме войны с наркомафией Егорцев обратился после того, как правоохранительные органы Долгопрудного в середине 2000-х годов начали борьбу с местной этнической группировкой, распространявшей героин по всему пространству Москвы и Подмосковья. При этом выяснилось, что у неё имеются покровители и в местной милиции, и в прокуратуре. Были сделаны десятки телевизионных репортажей и обращений в прокуратуру Московской области по фактам заминирования автомобиля, обстрела из автоматов окон прокурора, возбуждению незаконных дел в отношении занятых расследованием сотрудников уголовного розыска. Несмотря на это, из прокуратуры звонили руководству телеканала и спрашивали: «А что это Егорцеву неймётся, может, ему в угрозыске приплачивают?», а оно отвечало: «Да никто ему не платит, он просто ненормальный, за идею борется». Жертвой войны стала судья, занимавшаяся ведением данного дела. Над оперативниками, которых пытались засудить за борьбу с наркомафией, больше года продолжались судебные процессы, но в конечном итоге, «ребят полностью оправдали», и после длительной войны успешно «удалось зачистить эту преступную группировку». Кроме того, была одержана победа над «оборотнями в погонах», когда один полковник, покрывавший наркомафию, был уволен, а «замаравшийся в деле следователь был вынужден уволиться и уйти в строительный бизнес», и, по крайней мере, таким образом стали чище ряды правоохранительных органов.
После закрытия «Третьего канала» в декабре 2012 года Александру Егорцеву было предложено остаться работать на поглотившем ТРВК «Московия» телеканале «ТВ Центр» и снимать репортажи только на 4 избранные городские темы, но от этого предложения он отказался.
С апреля 2013 по 2015 год — главный редактор журнала «Национальный контроль». Также сотрудничал с порталом Rublev.com.
С 2016 года — главный редактор портала благотворительного фонда содействия культуре, искусству, духовному развитию личности «Православные инициативы».
С 21 сентября по декабрь 2017 года являлся руководителем журналистского проекта — исследовательской автоэкспедиции «Кавказ неизвестный», проводившейся фондом «Православные инициативы» при финансовой поддержке Фонда президентских грантов для целей развития гражданского общества. Организационным партнёром проекта выступила Махачкалинская епархия Русской православной церкви, а информационным — журнал «Фома». Участники мероприятия проехали маршрут общей протяжённостью более 6000 километров, посетив древние и современные христианские храмы, а также мусульманские мечети и иудейские синагоги, провели встречи с священнослужителями и прихожанами, выяснив в каких условиях сегодня верующие разных религий сосуществуют между собой.
С 2018 года — специальный корреспондент первого общественного федерального православного телеканала «Спас».
Женат, отец троих детей.

## Награды
- Орден Преподобного Сергия Радонежского III степени (1999)[1][3];
- Медаль «За ратную доблесть» всероссийской общественной организации ветеранов «Боевое братство»[1];
- Серебряная медаль Сергия Радонежского «За журналистское мужество» и диплом I степени «Лучшему православному репортёру» (2004) на X Международном фестивале православных теле- и радиопрограмм «Радонеж» за документальный фильм-расследование «Религиозные секты: свобода от совести», о деятельности в современной России различных деструктивных и тоталитарных сект[1][3][20];
- Орден Святителя Иннокентия, митрополита Московского и Коломенского III степени (2010)[1][3];
- Лауреат премии Правительства Российской Федерации в области средств массовой информации (2021)[2].

## Отзывы
Исследователь современного сектантства А. Л. Дворкин в своём труде «Сектоведение. Тоталитарные секты. Опыт систематического исследования» отмечал следующее: «Книга А. Егорцева „Тоталитарные секты — свобода от совести“ (М., 1997) является сборником журналистских репортажей-зарисовок на темы проникновения различных сект в нашу жизнь. Свою цель она безусловно выполняет, но систематического изложения учения и истории той или иной тоталитарной секты читатель в ней не найдёт. Впрочем, автор и не ставит перед собой такой задачи....».

## Публикации

### Книги
- Егорцев А. Ю. Тоталитарные секты: свобода от совести: статьи, документы, журналистские расследования деятельности нетрадиционных религиозных организаций в современной России. — М.: Информационно-миссионерский центр «Сектор»: Московское подворье Свято-Троицкой-Сергиевой Лавры, 1997. — 107 с. — ISBN 5-7789-0016-3.
- Берестов А. И., Егорцев А. Ю. Духовная агрессия против России. — Ноябрьск: Благовест, 1997.
- Егорцев А. Ю. Вера сегодня. Лица современного православия. — М.: Благотворительный фонд «Православные инициативы», 2018. — 160 с. — 1000 экз.
- Егорцев А. Ю. Автоэкспедиция "Кавказ неизвестный". — М.: Благотворительный фонд «Православные инициативы», 2018. — 64 с. — 1000 экз.

### Статьи
- Егорцев А. Ю. Талант человеческий. // Юность. — 1995. — Вып. 7–12.
- Егорцев А. Ю., Стопoчeвa A. Как нам отклировать Россию. Дианетика и сайентология: два имени одной секты. // Православная беседа. — 1996. — № 2.
- Егорцев А. Ю., Столочева А. Контракт на миллиард (о распространении в России филиала американской тоталитарной секты «Церковь саентологии» Л. Р. Хаббарда) // Россияне. — 1996. — № 3/4. — С. 63—70.
- Егорцев А. Ю. Ритуальное убийство // Русский дом. — 2000. — № 6.
- Егорцев А. Ю. Ананда марг // Православная энциклопедия. — М., 2001. — Т. II : Алексий, человек Божий — Анфим Анхиальский. — С. 218. — 40 000 экз. — ISBN 5-89572-007-2.
- Егорцев А. Ю. Аум синрикё // Православная энциклопедия. — М., 2001. — Т. III : Анфимий — Афанасий. — С. 693–694. — 40 000 экз. — ISBN 5-89572-008-0.
- Егорцев А. Ю. Национальная культура в школах: правда и вымысел // Журнал «Русский дом». — 2003. — № 2.
- Егорцев А. Ю. Святыня древнего Переславля // Журнал «Русский дом». — 15.12.2003. — № 12.
- Егорцев А. Ю. Мина замедленного действия // Журнал «Русский дом». — 2013. — № 12. — С. 10–11. ISSN 1990-9802
- Егорцев А. Ю. Как батюшка с наркомафией боролся // Журнал «Русский дом». — 2014. — № 1. — С. 34–35 ISSN 1990-9802
- Егорцев А. Ю. Крест над Донбассом // Журнал «Разведчикъ», 31.05.2015.
- Егорцев А. Ю. Хористы из Конаково // Журнал «Русский дом». — 2017. — № 9. — С. 40–41. ISSN 1990-9802
- Егорцев А. Ю. Смех сквозь слезы // Журнал «Русский дом». — 2018. — № 1. — С. 38. ISSN 1990-9802